# Loubet-Küste
Koordinaten: 67° 12′ S, 66° 13′ W
Die Loubet-Küste ist ein Küstenabschnitt im Westen der Antarktischen Halbinsel, der zwischen dem Kap Bellue und dem Bourgeois-Fjord im Grahamland liegt. Nördlich schließt sich die Graham-Küste an, südlich die Fallières-Küste.
Sie wurde im Januar 1905 im Rahmen der Vierten französischen Antarktisexpedition (1903–1905) unter der Leitung Jean-Baptiste Charcots erforscht. Charcot benannte sie nach dem damaligen französischen Staatspräsidenten Émile Loubet (1838–1929).